# 2315 Czechoslovakia
2315 Czechoslovakia eller 1980 DZ är en asteroid i huvudbältet som upptäcktes den 19 februari 1980 av den tjeckiske astronomen Zdeňka Vávrová vid Kleť-observatoriet. Den är uppkallad efter det dåtida europeiska landet Tjeckoslovakien.
Asteroiden har en diameter på ungefär 25 kilometer och den tillhör asteroidgruppen Eos.